# Tarenna pangasinensis
Tarenna pangasinensis är en måreväxtart som beskrevs av Elmer Drew Merrill. Tarenna pangasinensis ingår i släktet Tarenna och familjen måreväxter. Inga underarter finns listade i Catalogue of Life.